# San Marinos Grand Prix 1985
San Marinos Grand Prix 1985 var det tredje av 16 lopp ingående i formel 1-VM 1985.

## Resultat
1. Elio de Angelis, Lotus-Renault, 9 poäng
2. Thierry Boutsen, Arrows-BMW, 6
3. Patrick Tambay, Renault, 4
4. Niki Lauda, McLaren-TAG, 3
5. Nigel Mansell, Williams-Honda, 2
6. Stefan "Lill-Lövis" Johansson, Ferrari (varv 57, bränslebrist), 1
7. Ayrton Senna, Lotus-Renault (57, bränslebrist)
8. Nelson Piquet, Brabham-BMW (57, bränslebrist)
9. Martin Brundle, Tyrrell-Ford (56, bränslebrist)
10. Derek Warwick, Renault (56, bränslebrist)

### Förare som bröt loppet
- Eddie Cheever, Alfa Romeo (varv 50, motor)
- Piercarlo Ghinzani, Osella-Alfa Romeo (46, för få varv)
- Michele Alboreto, Ferrari (29, elsystem)
- Manfred Winkelhock, RAM-Hart (27, motor)
- Philippe Alliot, RAM-Hart (24, motor)
- Keke Rosberg, Williams-Honda (23, bromsar)
- Jacques Laffite, Ligier-Renault (22, turbo)
- Pierluigi Martini, Minardi-Motori Moderni (14, turbo)
- Andrea de Cesaris, Ligier-Renault (11, snurrade av)
- Mauro Baldi, Spirit-Hart (9, elsystem)
- Francois Hesnault, Brabham-BMW (5, motor)
- Stefan Bellof, Tyrrell-Ford (5, motor)
- Gerhard Berger, Arrows-BMW (4, motor)
- Riccardo Patrese, Alfa Romeo (4, motor)
- Jonathan Palmer, Zakspeed (0, startade ej)

### Förare som diskvalificerades
- Alain Prost, McLaren-TAG (varv 60, för lätt bil)